# Kunstgewerbe- und Handwerkerschule Magdeburg
Die Kunstgewerbe- und Handwerkerschule Magdeburg war eine bedeutende und traditionsreiche Kunstgewerbeschule in Magdeburg.

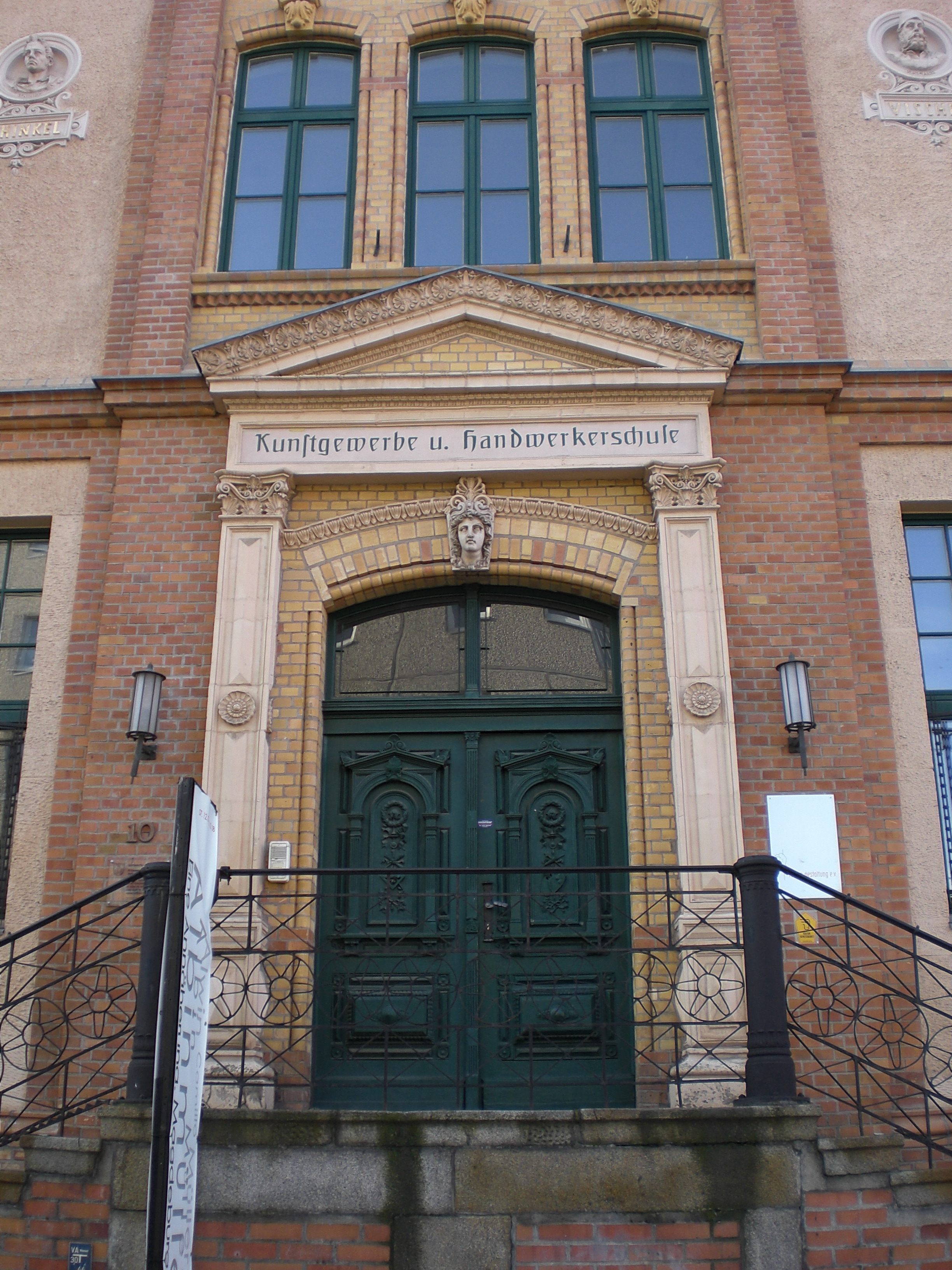
Eingang zur ehemaligen Kunstgewerbe- und Handwerkerschule

## Geschichte

### Zeichenschule
Die Gründung der Schule geht auf das Jahr 1793 zurück. Regierungsrat Wilhelm Vangerow eröffnete am 6. Oktober 1793 im Saal des freiwilligen Arbeitshauses im Magdeburger Breiten Weg eine Zeichenschule. Die Aufsicht über die als Kunstschule firmierende Einrichtung übte eine Gesellschaft patriotischer Männer ohne Unterschied des Standes aus, die durch Vangerow geleitet wurde.
Als Ziel hatte die Gesellschaft formuliert: „den vaterländischen Kunstfleiß zu befördern und auf Manufacturen und Gewerbe den wichtigen Einfluß“ auszuüben, damit „einheimische Künstler mit geschmackvollen Arbeiten jeder Art, den Auswärtigen nicht ferner nachstehen“.
Ab 1794 erhielt die Schule einen bescheidenen staatlichen Zuschuss. 1796 durfte sie dann bereits, nach Anerkennungen durch die Regierung und die Berliner Akademie den Titel Königlich Magdeburgische Provinzial-Kunstschule führen. Die Schule war als Sonntags- bzw. Abendschule tätig.
Ziel war die auf die gewerbliche Praxis bezogene Darstellung geschmackvoller Gegenstände des täglichen Gebrauchs, wobei nach der Ansicht der damaligen Zeit nicht der eigene Entwurf im Vordergrund stand, sondern die Nachahmung der insbesondere von der Berliner Akademie empfohlenen Vorschläge und Zeichnungen.
Die Schule erhielt schnell überregionale Anerkennung. 1797 wurde von Vangerow zum Ehrenmitglied der Berliner Akademie ernannt. Arbeiten von Schülern der Schule wurden von der Akademie regelmäßig prämiert. 1798 gelang die Verpflichtung von Johann Adam Breysig als Lehrer. Breysig, der als Erfinder des Panoramas gilt, ergänzte den bis dahin reinen Zeichenunterricht mit handwerklichen Tätigkeiten. Modellieren, aber auch Form- und Holzschneiden waren Unterrichtsbestandteil, wobei wohl außer Breysig, der die Schule 1802 in Richtung Danzig verließ, zunächst kein weiterer Lehrer handwerkliche Komponenten in den Unterricht einbezog. Die Einführung beruhte auf einer Reform des Lehrplans im Jahr 1800. Die preußischen Kunstschulen sollten stärker in das Baufach integriert werden. Diese Reform schlug sich auch in der Benennung der Schule nieder. 1801 heißt sie Provinzial- Kunst- und Handwerks-Schule, später nach den Befreiungskriegen dann Provinzial- Kunst- und Baugewerks-Schule.
Von 1807 bis 1817 war der Zeichner und Kupferstecher Johann Friedrich Klusemann als Erster Lehrer tätig. Erwähnenswert ist auch der spätere bekannte Porträtmaler Carl Sieg, der Schüler der Schule war.
1832 war Magdeburg einer Cholera-Epidemie ausgesetzt. In dieser Zeit gab es Pläne die Schule ganz zu schließen. Bis in die 1850er Jahre hatte sich die Institution jedoch erholt. Mit 350 Schülern war sie eine der schülerreichsten Kunstschulen Preußens.
Mit dem Aufkommen der Industriegesellschaft änderten sich auch die Anforderungen an die Gestaltung. Zur Hebung des gestalterischen industriellen Standards, der in Deutschland hinter dem Niveau anderer Industrienationen wie Frankreich oder Großbritannien zurücklag und zur Förderung des Handwerks, wurde die Einrichtung gewerblicher Zeichenschulen gefordert. Am 1. Oktober 1871 wurde die zu diesem Zeitpunkt als Kunst- und Baugewerks-Schule bezeichnete
Schule dementsprechend reorganisiert. Die neue Firmierung lautete Vereinigte Provinzial- Kunst- und gewerbliche Zeichenschule. Der Unterricht wurde intensiviert. 1876 wurde in der
Brandenburger Straße Nr. 10 in Magdeburg ein neu errichtetes Schulgebäude bezogen.

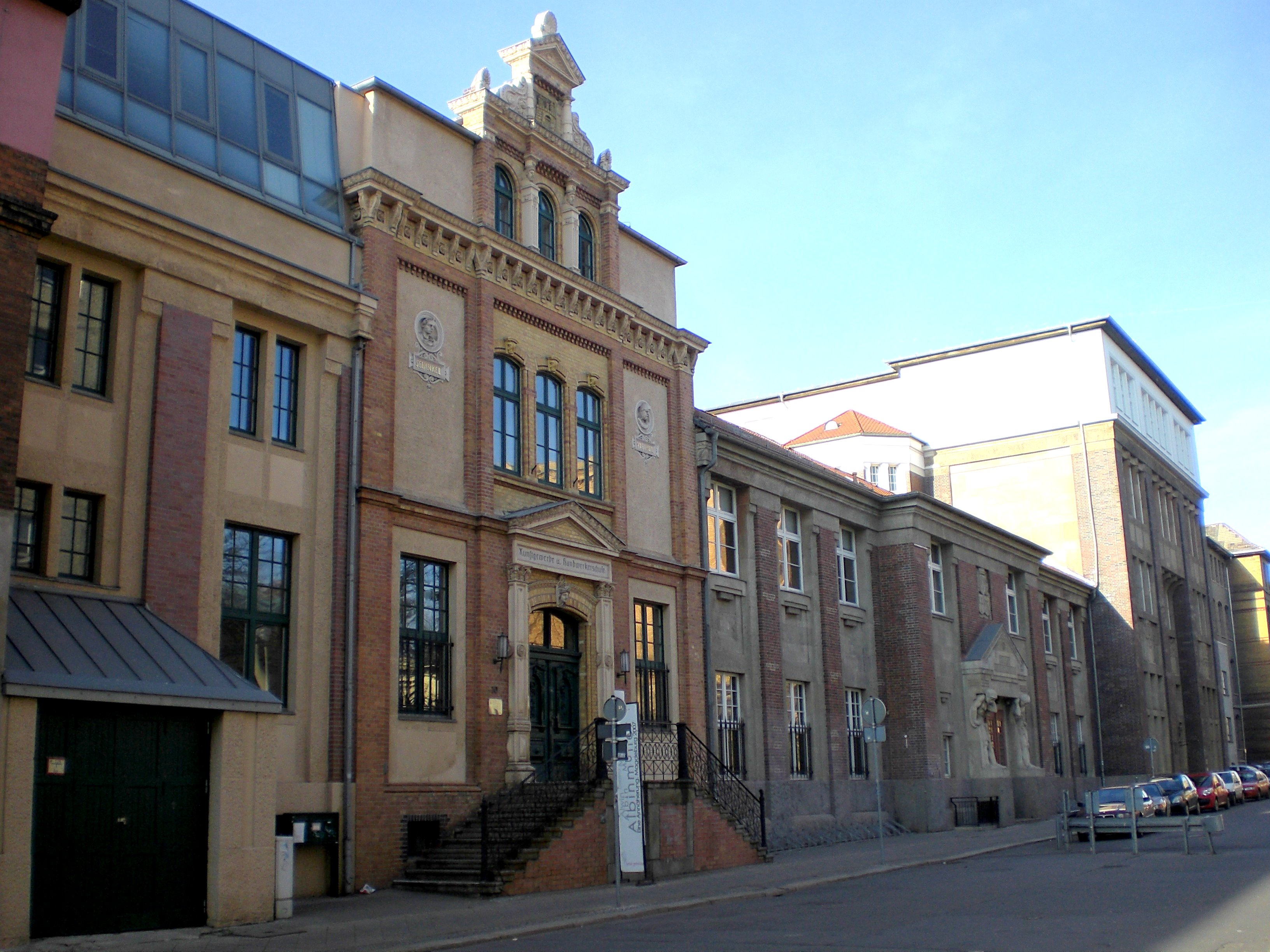
Gebäudekomplex der Schule in der Brandenburger Straße

### Kunstgewerbe- und Handwerkerschule
Die Schule war aber immer noch als Sonntags- und Abendschule ausgerichtet. Das Ministerium für Handel und Gewerbe drängte die Stadt Magdeburg, die Schule erneut zu reformieren und insbesondere Tagesklassen für kunstgewerblichen Unterricht speziell für Dekorationsmaler einzuführen. Vergleichbares war 1868 bereits in Wien und Berlin eingerichtet worden. So wurde dann am 9. Oktober 1887 mit dem neuen Namen Kunstgewerbe- und Handwerkerschule eine neue Reform eingeführt.
Direktor wurde der Ingenieur Eduard Spieß. Die Schule erlebte eine Zeit großer Veränderungen. Statt der zunächst geplanten 280 Schüler besuchten 1892 bereits deutlich mehr als 1000 Schüler, nach anderen Angaben sogar ungefähr 1500 Schüler, den Unterricht. Der starke Anstieg der Schülerzahlen bei gleichzeitiger Reform der Schule und Anwerbung neuer Lehrkräfte erforderte große organisatorische Anstrengungen. Mehrfach musste sich der Direktor wegen des Schuletats mit Ministerium und Regierungspräsidium auseinandersetzen, laufend mussten neue Räumlichkeiten gesucht und Arbeitsmaterialien beschafft werden. 1892 verließ der als Organisationstalent bezeichnete Spieß die Schule. Sein Nachfolger wurde, nachdem Adolf Rettelbusch die Leitung kommissarisch übernommen hatte, 1892 Ferdinand Moser, der auch ein erstes schriftliches Programm der Schule erstellte. Schwerpunkt war auch hier noch die Ausbildung von Lehrlingen und Gehilfen in den Abend- und Sonntagskursen. Gestalterische und pädagogische Fragen wurden im Programm kaum angesprochen. Die Tagesklassen für Maler, Bildhauer, Tischler, Schlosser und sonstige Gewerbetreibende nahmen nur ein Achtel des Stundenplans ein.

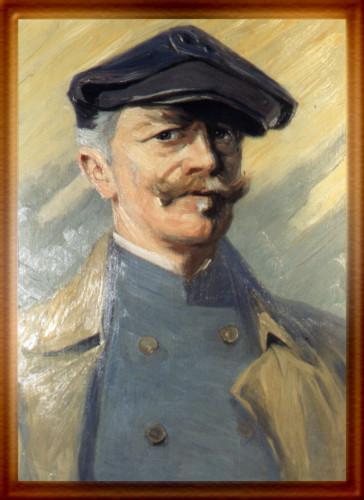
Rettelbusch, Selbstbildnis, Öl auf Pappe, 1925

Es gab sowohl praktische Übungen als auch theoretischen Unterricht. Der Schwerpunkt bei den praktischen Übungen lag weiterhin im Zeichenunterricht. Es gab jedoch je nach Ausbildungsrichtung auch Gipsschneiden und Holzschnitzen, Modellieren mit Ton, Wachs oder Plastilin, Gipsguss und Malen mit Temperafarben, Wasserfarben oder Leimfarben. Die Arbeiten erfolgten meist im Stil des Historismus. Vereinzelt deuteten sich modernere Formen an.
Der theoretische Unterricht fand in den Abendstunden statt. Es wurden die Fächer Geometrie, Algebra, Perspektive, Schattenkonstruktion, Mechanik und kunstgewerbliche Formenlehre unterrichtet.
Der Tagesunterricht wurde von den zahlenmäßig wenigen hauptamtlichen Lehrern gegeben. Die Unterrichtsstunden am Sonntag und den Abendstunden wurden von vielen nebenamtlichen Lehrern gehalten. Bekanntere Lehrer in dieser Zeit waren der Architekt Carl Skomal, der bis 1915 als Lehrer tätige Bildhauer Carl Wegner, der Architekt Richard Dorschfeldt und der später als Brockenmaler bekannt gewordene Adolf Rettelbusch. Rettelbuschs Klasse gelangen in Ausstellungen und Beurteilungen größere Erfolge.
Die örtliche Handwerkerschaft stand der Schule kritisch gegenüber. Dies sowohl aus Furcht vor einer in dieser Institution entstehenden Konkurrenz, aber auch aus der Ablehnung des Theoretischen und Künstlerischen selbst.

### Reform unter Emil Thormälen ab 1897
1897 übernahm Emil Thormählen das Amt des Direktors. Er reformierte die Ausbildung auch im Sinne der Werkbundbewegung und führte Lehr- und Versuchswerkstätten ein. Er strebte die Entwicklung zu einer Hochschule für Gestaltung an. Dieser erst viel später mit dem Bauhaus tatsächlich umgesetzte Ansatz, ließ sich jedoch nicht durchführen. Ministerium und Stadt strebten jedoch immerhin das Model einer kunstgewerblichen Fachschule mit nach oben unbegrenztem Ausbildungsniveau an. Ein Wechsel an eine Hochschule sollte unnötig sein.

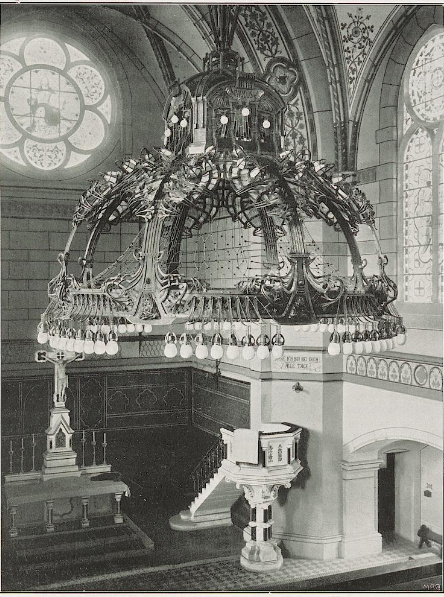
Bernardellis Kronleuchter wurde 1904 in St. Louis gezeigt

Der kunstgewerbliche Unterricht wurde von Thormählen deutlich gegenüber dem handwerkschulischen Unterricht gestärkt. Für das Kunstgewerbe gab es nun einen vorbereitenden Unterricht in Zeichenklassen, darüber hinaus Fachklassen oder Fachabteilungen und Werkstätten. Ergänzt wurde dies mit Vortragsunterricht, der Fächer wie Stillehre, Kunstgeschichte oder Anatomie umfasste.
Thormählen bemühte sich stark, jedoch nur mit begrenztem Erfolg, um eine Erweiterung des Raumangebots der Schule. Es bestanden nur Werkstätten für Keramik, Druck und Textil.
Die Keramikwerkstatt und die Klasse für Keramik waren seit 1901 miteinander verbunden. Erster Leiter war Hans von Heider. Sein Nachfolger wurde 1906 sein Bruder Fritz von Heider. 1905 wurde die Abteilung für Innenraum und Gestaltung geschaffen, die von Albin Müller geleitet wurde. Müller hatte zuvor Zeichnen gegeben und dann eine Entwurfsklasse für Metall- und Bildhauerarbeiten geführt. Später übernahm der Architekt Rudolf Rütschi die Abteilung.
Die Abteilung für Buchdrucker und Lithografen wurde ab dem 1. April 1902 von Paul Bürck geführt, der sie trotz seiner bereits 1903 wieder beendeten Tätigkeit stark prägte. Sein Nachfolger wurde Ferdinand Nigg, der neben der Fachklasse für das Buchgewerbe ab 1905 auch die Textilabteilung übernahm. Die Textilabteilung verfügte seit 1904 über eine eigene Werkstatt für Handweberei und Stickerei.
Der Zeichenunterricht blieb ein Schwerpunkt der Schulausbildung. Es gab sowohl Technisches Zeichnen als auch freies Zeichnen, von freien Pinselübungen bis zum zeichnerisch streng korrektem Körper- und Gerätezeichnen. Paul Bernardelli legte besonderen Wert auf das Zeichnen von Pflanzen. 1905 kam das Zeichnen von Tieren hinzu. Natürliche Formen und Farben sollten so in die Ausbildung und Gestaltung einfließen. Andere Lehrer, so Ferdinand Nigg, legten Wert darauf, dass ihre Schüler auch den Unterricht Bernardellis besuchten.
Im Zuge der Reformen Thormälens nahm die künstlerische Qualität, die überregionale Ausstrahlung und die beachteten Erfolge der Schule stark zu. Bemerkenswert ist der Erfolg auf der Louisiana Purchase Exposition, der Weltausstellung in St. Louis 1904. Ein für die Magdeburger Pauluskirche geschaffener Kronleuchter (nach Entwurf von Paul Bernardelli) und die Ausstattung eines Direktorenzimmers mit 122 Einzelpositionen (Albin Müller, Hans von Heider, Fritz von Heider, Paul Lang-Kurz und Paul Bürck) erhielten einen Grand Prix. Auch die auf der III. Deutschen Kunstgewerbeausstellung in Dresden 1906 gezeigten Arbeiten fanden große Beachtung. Die Arbeiten der Lehrer Albin Müller, Ferdinand Nigg, Paul Dobert und Fritz von Heider erhielten Auszeichnungen.
Der Maler Ernst Hoffmann bemühte sich ab 1907 um die Pflege einer künstlerischen Schrift. Etwa ab dieser Zeit wurde auch besonderen Wert auf das Zeichnen aus dem Gedächtnis gelegt. Thormälen und Paul Bernardelli wechselten 1911 an die Kölner Kunstgewerbeschule (die späteren Kölner Werkschulen). 1912 folgte ihnen Ferdinand Nigg. 1910 wurde die bis dahin bestehende Raumnot durch die Fertigstellung eines Neubaus gemildert. Auch folgten ab 1910 die Neueinrichtungen der Werkstätten für Metallarbeit und Dekorationsmalerei. Die übrigen Werkstätten wurden verbessert.

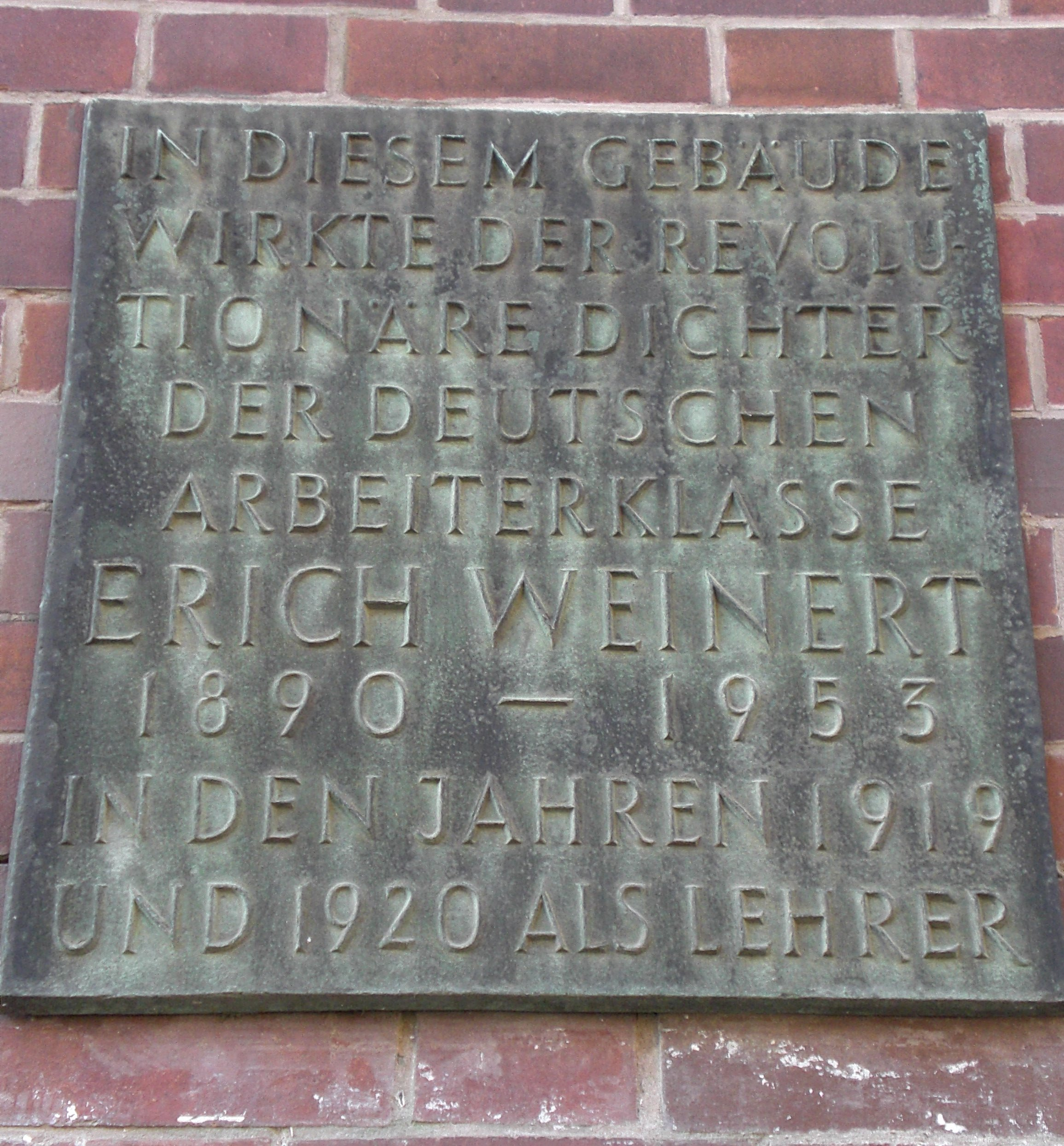
Gedenktafel für Erich Weinert an der Fassade

### Schule unter der Leitung Rudolf Bosselts ab 1911
Am 6. Mai 1911 wurde Rudolf Bosselt, bekannt als Erneuerer der Medaillenkunst, Direktor der Schule. Er führte Reformen in der künstlerischen Ausbildung ein. So schuf er zwei Klassen für allgemeine künstlerische Vorbildung. Gleich zu Beginn der Ausbildung sollten die Schüler durch selbstgestellte und erteilte Aufgaben sich für ein späteres Spezialfach orientieren können. Bosselt wollte so vermeiden, dass in der Anfangszeit die Schüler von der produktiven Tätigkeit abgeschnitten sind und ihnen die Möglichkeit geben mit Materialien zu arbeiten. Die Leitung der Klassen erfolgte durch Franz Fiebiger und Bernhard Albers. Ergänzt wurde der Unterricht durch Zeichenunterricht, sowie das Modellieren und Schriftzeichnen.
Die Betonung des Tier- und Pflanzenzeichnens verschwand. Bosselt bevorzugte die Arbeit am Gipsmodell. Die Gewinnung von Ornamenten aus der Stilisierung von Pflanzen lehnte Bosselt ab und trat für eine subjektive Umsetzung der Form ein, „die bis zur völligen Vernichtung jeder Ähnlichkeit mit der Ausgangsform“ führen konnte.
Der Grafiker Matthias Henseler übernahm 1912 den Unterricht für Buchgewerbe, Satz, Druck und Schrift in den Sonntags- und Abendklassen. Bosselt sah den sachlichen Henseler als Brücke in die Praxis. Die eigentliche Stelle für Buchgewerbe und Textilarbeiten übernahm der Maler Kurt Tuch. Tuch wird als die stärkste Künstlerpersönlichkeit dieser Zeit an der Schule beschrieben, der die Klasse revolutioniert. Die Arbeiten wurden großzügiger, vielgestaltiger und bestechen durch eine Leichtigkeit. Diese neue künstlerische Tendenz griff auch auf andere Klassen, so die von Ernst Hoffmann, Adolf Rettelbusch, Fritz von Heider, aber auch die von Wilhelm Achtenhagen seit 1911 geführte Klasse für Metallarbeiten über.
1911 holte Bosselt auch den Bildhauer Hans Wewerka, einen Schüler Ernst Barlachs, an die Schule. Mit dem Tode Wewerkas und Carl Wegners im Jahr 1915 war die Phase einer kontinuierlichen Arbeit im Bereich der Bildhauerei an der Schule jedoch beendet, wenn man von einer kurzfristigen Lehrtätigkeit Konrad Pirntkes Anfang der zwanziger Jahre absieht.
Bis 1912 lernten an der Schule auch noch Schüler maschinentechnischer Berufe, diese wurden dann an Maschinenbauschulen verwiesen. Dies ermöglichte eine noch stärkere Konzentration auf das Kunstgewerbe. 1913 wurde eine Ausstellungshalle fertiggestellt. Es folgte ein Verkaufsraum, in dem Erzeugnisse der Schule verkauft wurden. Dies führte zu Beschwerden von Handwerkern beim Innungsausschuss, da man eine staatlich subventionierte Konkurrenz befürchtete. Bosselt wollte jedoch seinen Schülern so den Erwerb eines kleinen Stipendiums ermöglichen. Auch setzte sich Bosselt für lose Produktionsgemeinschaften mit örtlichen Betrieben ein.
Etwa 1913/14 hatte Bosselt die von ihm beabsichtigten Umgestaltungen durchgesetzt. Ein besonderes Augenmerk legte er auf das Fach Stillehre, in welchem die Schüler historische Stile kennenlernten und für die eigenen Arbeiten schöpferisch einzubeziehend begreifen sollten. Lehrer war Rudolf Rütschi.
Im Jahr 1914 wurde eine Abteilung für Fotografie und Reproduktionsverfahren eröffnet, die nebenamtlich von Johann Graf geleitet wurde.

#### Modeklasse
1915 folgte die Einrichtung eine Klasse für Mode. Es war die erste staatlich geförderte Modeklasse an einer deutschen Kunstschule. Hintergrund waren in der Zeit des Ersten Weltkriegs in Deutschland bestehende Bestrebungen, auch in Fragen der Mode die Vormachtstellung fremder Länder – z. B. die des Kriegsgegners Frankreich – zu brechen. Die künstlerische Leitung der Klasse Frauenkleidung übernahm zunächst Kurt Tuch. Dann wurde für die Leitung der Klasse Else Raydt gewonnen. Ihr gelang es, mit den Arbeiten der Klasse überregional Beachtung und Anerkennung zu finden. Auf Modenschauen in vielen deutschen Städten aber auch im Ausland wurden die Magdeburger Modelle gezeigt und fanden auch in der Presse große Beachtung. Modernität, Zurückhaltung und praktische Ausführbarkeit wurden gelobt. Durch eine Zusammenarbeit mit Unternehmen der Privatwirtschaft war der Vertrieb der Ware gesichert. Das Magdeburger Seidenhaus Bischof übernahm später sogar die Kosten für die in den Schulwerkstätten arbeitenden Hilfskräfte. Der Erfolg der Modeklasse hielt bis in die Mitte der zwanziger Jahre an.
Der ab 1914 andauernde Erste Weltkrieg wirkte sich auch auf die Tätigkeit der Schule aus. Von den Lehrern fielen Hans Wewerka, Benno Marienfeld und Matthias Henseler als Soldaten. Bernhard Albers war schwer traumatisiert. Rudolf Rütschi ging zurück in die Schweiz. Hinzu kamen immer gravierender werdende materielle Probleme.
Die sich mit dem Kriegsende und der Revolution ergebenden gesellschaftlichen und künstlerischen Veränderungen standen die Schule und ihr Lehrkörper abwartend gegenüber. Die sich zu einem erheblichen Teil aus ehemaligen Schülern zusammensetzende Künstlergruppe Die Kugel konnte keinen nennenswerten Einfluss auf die Schule gewinnen. So ist festzustellen, dass das 1920 veröffentlichte Schulprogramm dem Programm des Jahres 1913/1914 wörtlich gleicht und sogar um ein eher historisierendes Deckblatt ergänzt war. Allerdings waren modernere Kunsteinflüsse auch dem Magdeburger Lehrkörper nicht fremd. So unterstützte Bosselt das Bauhaus in Weimar und wurden die Magdeburger Beiträge bei der Diskussion über die Zukunft der Kunstgewerbeschulen in Preußen überregional beachtet.

#### Streit mit Bruno Taut
Doch auch die Zukunft der Magdeburger Schule wurde kontrovers diskutiert. Der Magistrat der Stadt Magdeburg beauftragte den Stadtbaurat Bruno Taut mit der Erarbeitung einer Denkschrift zur Schule. Taut übte auf heftigste Weise Kritik und empfahl, die Schule zu schließen, so weit man dort nicht bereit sei, sich auf die, von Taut geforderten, neuen Anforderungen von moderner Gestaltung und Lehre umzustellen. Die Kritik Tauts wurde später als überzogen und mangelhaft fundiert gewürdigt. Wohl auf Veranlassung Tauts wurde die interne Denkschrift durch eine Indiskretion im September 1922 der Öffentlichkeit zugänglich gemacht. Es folgte eine öffentliche und emotionale Auseinandersetzung zwischen Bosselt und Taut, in deren Ergebnis Rudolf Bosselt letztlich Magdeburg verließ. Auch für Taut soll sie ein letzter Anstoß gewesen sein, die Stadt zu verlassen.
Auf Empfehlung Tauts wurde 1923, gegen den Willen des Schulvorstandes und auch des Ministeriums, durch den Magistrat der Stadt Johannes Molzahn zum Leiter der Klasse für Gebrauchsgrafik berufen. Molzahn wurde mit seiner sehr modernen Kunstauffassung zu einer prägenden Kraft. Er sah im Ingenieur den Künstler seiner Zeit. Er nahm auch programmatisch Einfluss und forderte mit geringstem Aufwand eine materiell größtmögliche Wirkung in der Produktion zu erreichen.

### Die Schule unter Deffke – 1925 bis 1933

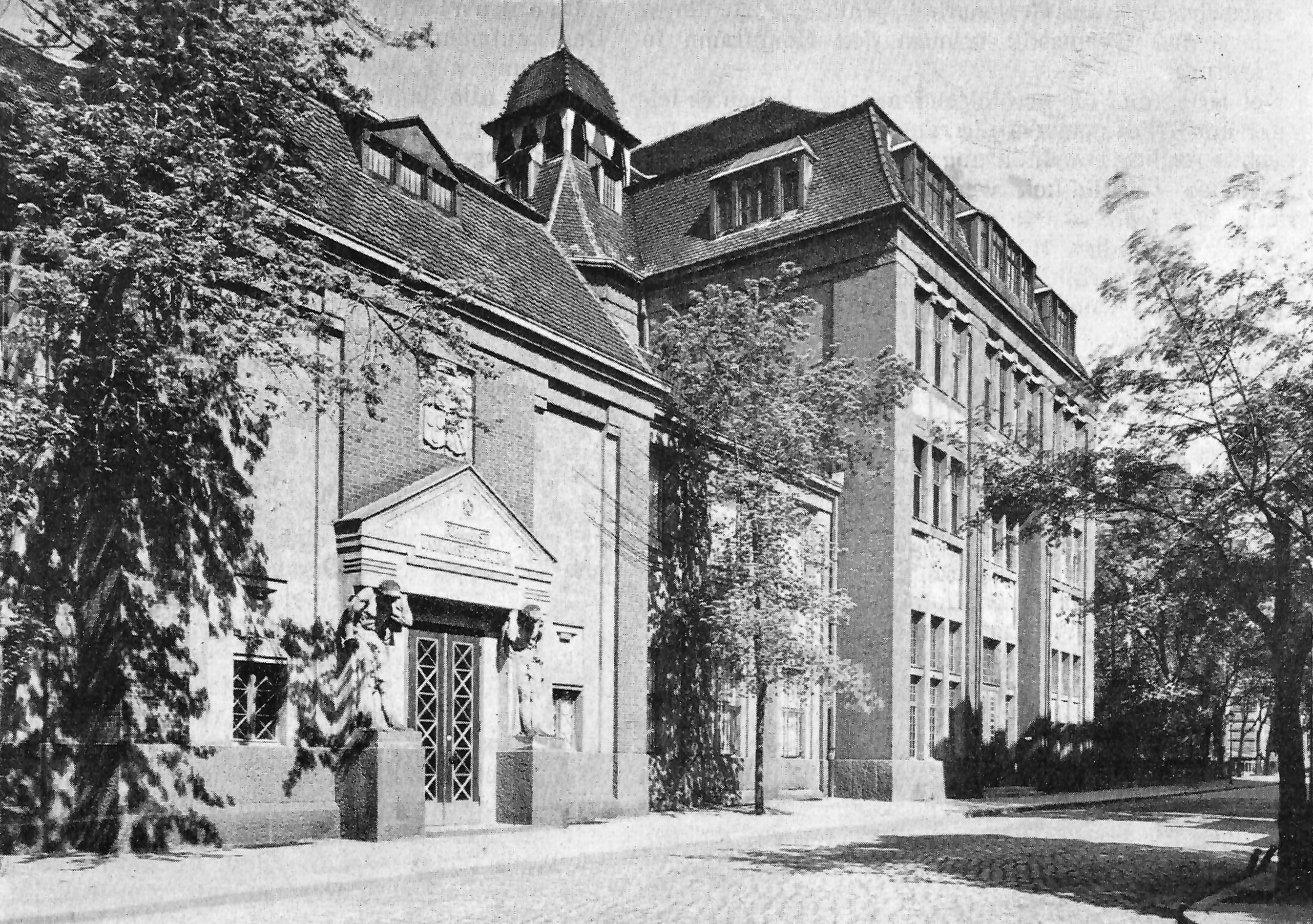
Schulgebäude in den 1920er Jahren

Als Nachfolger Bosselts wurde am 16. Oktober 1925 der künstlerisch renommierte Wilhelm Deffke in das Amt des Direktors eingeführt. In der Schule wurden, wie in anderen gleichgearteten Schulen auch, feste Lehrpläne eingeführt. Während dies bei anderen Schulen auf den Widerstand der Direktion traf, setzte sich Deffke hiergegen nicht zur Wehr. Eine neue Richtung schlug er in der Frage der Kunst ein. Dieses Wort entfernte er aus dem Schulprogramm. Die Schule sollte gemäß ihrer Ausrichtung auf die Ausbildung einfacher Handwerker, sich nicht mit dem insoweit wesensfremden, bloß dekorativen Begriff von Kunst befassen. Diese Versuche hatten nach Deffkes Ansicht, im negativ besetzten Kunstgewerbe geendet. Die Schule sollte stattdessen von einer Atelierschule zur beruflichen Fachschule für die Praxis werden. Ausgehend von der These des Bauhauses, wonach Handwerk lehrbar wäre, Kunst jedoch nicht, wurde die Ausbildung umgestaltet. Ziel war nun die umfassende Qualifizierung von Werkgestaltern.
Um der neuen Ausrichtung, weg von der freien künstlerischen Arbeit Rechnung zu tragen, machten sich auch Veränderungen im Lehrkörper erforderlich, wobei die zum Teil aufgrund von Verbeamtungen bestehenden Unkündbarkeiten für Deffke ein Problem waren. Einige langjährig beschäftigte Lehrer wie Franz Fiebiger, Max Köppen, Emil Thieme und von Heiderer wurden nur noch im vorbereitenden Unterricht eingesetzt. 1933 ersetzte Deffke die von Achtenhagen geleitete Metallklasse durch eine Versuchs- und Lehrwerkstatt für Gas- und Wasserinstallateure, die von Wilhelm Dehnhard geleitet wurde, der zuvor am Bauhaus tätig war. Eine der wenigen von den Veränderungen nicht beeinträchtigten war die weiterhin mit der Modeklasse erfolgreiche Else Raydt. 1931 wurde diese Klasse dann von Marie-Luise Metzger übernommen. Die Leitung der Fachklasse für Textil erfolgte, nachdem 1929 erfolgten Ausscheiden Anna Steuers allein durch Käthe Sägemüller.

#### Aufbau von Fachschulen
Deffke hielt es für besonders wichtig, die Ausbildung bereits bei den Lehrlingen zu beginnen. Dies war den preußischen Kunstgewerbeschulen jedoch nicht möglich. Mit dem Amtsantritt des aufgeschlossenen Pädagogen Dr. Monsheimer als Leiter der Magdeburger Berufsschulen ergaben sich jedoch neue Möglichkeiten. Es setzte eine abgestimmte jedoch letztlich inoffizielle Lehrlingsausbildung beider Einrichtungen ein. Die vor dem Ersten Weltkrieg bereits durchgeführten Meisterkurse wurden wieder fortgeführt. Ziel Deffkes war die Bildung einer Handwerker-Hochschule. Es sollten vier Fachschulen (grafische Fachschule, Bau- und Ausbaufachschule, Bekleidungsfachschule und Werbefachschule) gebildet werden. Die Fachschule für Bekleidung und die Schule für Bau- und Ausbau waren bereits in Form von Abteilungen angelegt. Die Bauschule wurde in der Abteilung Architektur, Innenraum und Möbel von Richard Dorschfeldt und Peter von der Weien von zwei technisch orientierten Fachleuten geprägt. Die Klasse für Tischler und Möbelzeichner übernahm 1929 der Architekt Peter Großmann. 1931 war er Oberleiter der Abteilung für Bau- und Ausbau. Auch er war in Deffkes Sinne dem funktional orientierten Gestalten verpflichtet.

#### Die grafische Schule
Die grafische Schule hatte Deffke bereits soweit getrieben, dass ihr Ausstattungsgrad sie zu einer der best ausgebauten Einrichtungen ihrer Art in Deutschland machte. Seit Sommer 1927 stand ein Trakt mit 10 Werkstätten und Räumen für den Unterricht zur Verfügung. Es bestanden Werkstätten für Steindruck, Satz, Bucheinband (zunächst geleitet von Fritz Lange, dann ab 1928 von Heinrich Lüers), Druck, Stereotypie, Reproduktionsfotografie, Galvanoplastik, Fotografie und Chemigrafie. Darüber hinaus gab es Klassen für Werbegrafik und -lehre, sowie Heraldik und Schrift. Die von Margarete Naumann und später von Grete Fritz-Uhler geleitete Vorbereitungsklasse für Gestaltungslehre, war fachlich eng mit der Grafik-Abteilung verbunden und beschäftigte sich schwerpunktmäßig mit dem Werkstoffpapier. Es wurden neue Buchbindungen und Faltungen erarbeitet.
Als besonders bedeutend wird der Unterricht im Fach Fotografie beschrieben, der um 1930 45 Wochenstunden ausmachte. Die Leitung oblag seit 1927 Johann Graf. 1928 übernahm Walter Dexel, auch eher ein Verfechter von Funktionalität und Sachlichkeit in der Gestaltung, die Gebrauchsgrafikklasse von Molzahn. Kurzzeitig war in den Jahren 1929 bis 1931 auch der bekannte Wiener Plakatkünstler Julius Klinger an der Schule tätig.
Deffke plante unter Einbeziehung von Kammern und gewerblichen Vereinen den weiteren Ausbau zu einem Gewerbeförderungsinstitut für das gesamte graphische und papierverarbeitende Gewerbe im Reichsmaßstabe. Lediglich die Werbefachschule blieb bis zum Ende der Amtszeit Deffkes im Stadium der Vorbereitung.

#### Werkstoffmuseum
Deffke begann auch ein Werkstoffmuseum einzurichten. Für ihn waren die Materialien Papier, Holz, Stein und Metall Grundmaterialien. Hieran richtete sich auch das Museum aus. Holz, Stein und wohl auch Metall waren bald in weiten Teilen des Geländes aufgereiht. Für den Werkstoff Papier wurde 1930 eine eigene Abteilung eingerichtet, in der nicht nur alle in Deutschland hergestellten Papierarten gesammelt, sondern auch nach neuen Möglichkeiten der Bearbeitung und Verwendung des Materials geforscht wurde. Es gab Anfang 1933 sogar Pläne vom Verfall bedrohte alte Papiere und Dokumente zu übernehmen. Darüber hinaus war die Einrichtung einer Industriebibliothek für Fachliteratur geplant, die auch als Beratungsstelle für das grafische Gewerbe dienen sollte.
Im Ergebnis der von Deffke vorgenommenen umfangreichen Veränderungen veranlasste er 1933 die Umbenennung der Schule in Magdeburger Technische Lehranstalten: Provinzial-Meisterkurse, Kunstgewerbe- und Handwerkerschule. Die Zeit des Nationalsozialismus warf jedoch bereits ihre Schatten voraus. Aufgrund steigender Ausländerfeindlichkeit verließ 1932 Hermann Eidenbenz die Schule und kehrte nach Basel zurück.

### Die Schule während des Nationalsozialismus
Der von den Nationalsozialisten nach deren Machtübernahme 1933 eingesetzte Oberbürgermeister Fritz-August Wilhelm Markmann beurlaubte ohne Angabe von Gründen am 29. April 1933 Wilhelm Deffke vom Dienst. Offiziell wurde Deffke schließlich vorgeworfen, Finanzen verschwendet zu haben, keinen Kontakt zum lokalen Handwerk zu halten, den Begriff der Kunst aus dem Programm der Schule entfernt zu haben, sich städtischen Stellen nicht zu fügen, die Schule übermäßig auszustatten, private ungenehmigte Aufträge und die Ausrichtung der Schule als Konkurrenz für das lokale Gewerbe. Deffke setzte sich hiergegen zur Wehr. Er trat der NSDAP bei und bewegte auch weite Teile des Lehrkörpers seinem Beispiel zu folgen. Gegenüber öffentlichen Stellen und Stellen der NSDAP legte er dar, das gerade sein Programm der nationalsozialistischen Idee entspräche und er sich kleingeistiger Provinzpolitiker erwehren müsse. Doch auch diese wohl eher taktische Maßnahme, als auch die Fürsprache von Kollegen und des Vereins Deutscher Papierfabrikanten führten nicht zu einer Rückkehr Deffkes auf seinen Dienstposten.
Es folgten weitere Entlassungen. So musste Peter Großmann am 31. März 1934 gehen. Die Abteilungen Mode, Keramik und Textil wurden ersatzlos geschlossen. Bereits 1933 erfolgte die Weisung die Kunstgewerbe- und Handwerkerschule in eine städtische Handwerkerschule umzuwandeln.
Peter von der Weien wurde als amtierender Direktor eingesetzt und bemühte sich die mit der Umwandlung einhergehenden Einschnitte abzumildern. So beantragte er von den bisher 21 Lehrstellen 17 zu erhalten. Tatsächlich bewilligt wurden jedoch lediglich 9. Das bisherige System der Fachschulen wurde aufgegeben. Es erfolgte die Bildung von Abteilungen für Metallarbeiter, Buchbinder, Tischler, Malerei und Grafik.
Bereits im Februar 1934 hatte das zuständige Ministerium den Gewerbeoberlehrer Friedrich Einhoff aus Frankfurt (Main) als neuen Direktor vorgeschlagen.
Nach anfänglichem Zögern der Stadt wurde Einhoff dann 1935 als neuer Direktor eingeführt. Der noch an der Schule verbliebene Walter Dexel wehrte sich gegen Einhoff und den erfolgten Kurswechsel. Unter anderem warf er in einem Schreiben an einen Mitarbeiter des Ministeriums Einhoff, neben Bildungsmangel, Verkennungskomplexen und mangelnder Durchsetzungskraft vor, zu versuchen weltfremde Dachstubenromantik in die Handwerkererziehung hineinzutragen. Er musste dann am 30. September 1935 die Schule verlassen. Ein Gesuch um Wiedereinstellung wurde von Oberbürgermeister Markmann abschlägig beschieden. Zur Begründung verwies Markmann auf den nicht in die neue Zeit passenden von Dexel gezeigten Konstruktivismus, der im Wesenszug nicht loskam von Lineal und Zirkel und vom Standpunkt des gesunden Empfindens und Könnens Fehlleistung bedeutet.
Damit war die Moderne an der Schule beendet. Allgemein verloren die Kunstgewerbeschulen, auch die in Magdeburg, deutlich an Bedeutung. Das dort noch behandelte Kunsthandwerk war künstlerisch wenig bedeutend und häufig ideologisch überfrachtet. Die entwickelten Formen der Industriekultur bestanden jedoch fort. Einige der alten Lehrer wie Johann Graf und Heinrich Lüers lehrten jedoch weiterhin und wohl in gleicher Qualität an der Schule.
Mit Beginn des Zweiten Weltkriegs ergab sich für die Schule eine neue Situation. Die staatlichen Zuschüsse sanken deutlich. Auch die Zahl der männlichen Schüler ging aufgrund von Einberufungen zum Wehrdienst erheblich. Ein von Einhoff 1941 gestellter Antrag auf Wiedereinführung der Abteilungen Mode, Keramik und Textil wurde unter finanziellen Gesichtspunkten abgelehnt.
Eine neue Aufgabe erwuchs der Schule in der Umschulung von Kriegsversehrten. Von Dezember 1939 bis zum November 1944 wurden 1166 Kriegsversehrte umgeschult.
Auch der Lehrkörper war von Einberufungen betroffen. Bis 1942 war die Hälfte der Lehrer eingezogen. Mit Robert Schroth fiel 1941 der erste Lehrer im Kriegseinsatz. 1944 wurde dann auch Direktor Einhoff eingezogen. Irgendwann in dieser Zeit dürfte auch die völlige Einstellung der Lehrtätigkeit erfolgt sein.
Obwohl die Schulgebäude sich in der Innenstadt befinden, blieben sie bei den schweren Luftangriffen der Jahre 1944 und 1945 in ihrer Substanz erhalten, obwohl weite Teile der Altstadt und der benachbarten Straßenzüge völlig vernichtet wurden.

### Neuanfang nach dem Zweiten Weltkrieg
1946 erfolgte die erneute Berufung Wilhelm Deffkes als Direktor der Schule. Es wurde damit versucht an den Erfolg und die Geltung der Schule vor der Zeit des Nationalsozialismus anzuknüpfen. Deffke bemühte sich dann auch, möglichst viele Personen des ursprünglichen Lehrkörpers wieder an die Schule zu holen. Neben Johann Graf und Heinrich Lüers, der jedoch bereits 1947 verstarb, fanden sich auch Käthe Stegmüller, Josef Kathrein und Fritz Kuntz wieder als Lehrer ein. Es erfolgten auch Kontaktaufnahmen zu Hermann Eidenbenz, Grete Fritz-Uhler, Johannes Pannicke und Peter Großmann mit dem Ziel, diese für eine Lehrtätigkeit in Magdeburg zu gewinnen, was jedoch nicht gelang. Einige ehemalige Schüler aus der Zeit der ersten Leitung Deffkes komplettierten jedoch das Lehrerkollegium im Sinne des Direktors. Neben dem Architekten Arno Meng waren dies Wilhelm Paulke. der Buchbinder Willy Triemer und der Fotograf Karl Sütterlin.
Es wurden Abteilungen für Maler, Innenarchitekten, Täschner und Sattler, Buchbinder, Fotografie, Textilgestaltung und Werbegrafik eingerichtet. 1947 besuchten 184 Schüler die Schule. Die Schule versuchte sich in den zaghaft beginnenden Wiederaufbau der Stadt Magdeburg einzubringen und initiierte 1947 die Wiederaufbauausstellung Magdeburg lebt!.
Im Spätherbst 1947 erkrankte Deffke. Auch gab es Probleme mit der Verwaltung des neu gebildeten Landes Sachsen-Anhalt. Regierungsrätin Hoffmeister beklagte sich darüber, dass eine klare Verwaltungsarbeit mit der Künstlerpersönlichkeit Deffke nicht leicht zu erreichen sei. Im Mai 1948 beantragte sie, im Zuge der geplanten Umbildung der Schule zur Fachschule für angewandte Kunst, Otto Leretz zum Direktor zu berufen. Deffke blieb jedoch bis zu seinem Tod 1950 Direktor der Schule.
Die in der kurzen Zeit zwischen dem Ende des Nationalsozialismus 1945 und der Gründung der DDR 1949 bestehende Hoffnung auf eine neue freie Entwicklung trog jedoch. Die Behörden der DDR planten die Einführung von Fachschulen für angewandte Kunst, so dass das ursprüngliche Ziel Deffkes, die Einführung einer Handwerkerhochschule, nicht erreichbar war.

### Fachschule für angewandte Kunst
Im Jahr 1950 erfolgte die Umbenennung der Kunstgewerbe- und Handwerkerschule zur Fachschule für angewandte Kunst Magdeburg. Im gleichen Jahr trat Otto Leretz sein Amt an. Bereits 1951 wurde vom Ministerium für Volksbildung gefordert, dass ein staatspolitischer Unterricht zu erteilen sei, der ein Viertel der Schulstunden ausmachen sollte. Zentral wurde auch vorgegeben, dass die Fachschule für angewandte Kunst fünf Abteilungen (Innenraum und Möbel, Gebrauchsgerät, Grafik, Malerei und Textil) einzurichten habe. Allerdings wich man in Magdeburg hiervon ab. Keramik und Textil wurde in Magdeburg bereits ab 1950, Mode dann ab 1952 nicht mehr unterrichtet. Aus der Kunstgewerbeschule Erfurt wurde die Abteilung für Metallgestaltung übernommen. Inhaltlich wurde der in Abgrenzung zum Westen gesuchte und propagierte Sozialistische Stil gefördert. Die funktionalistische Gestaltung einer Ära Deffke aber auch des Westens wurde abgelehnt. Farbe und Ornamentik, eine Anlehnung an den Klassizismus hielten Einzug in die Arbeiten und in die Unterrichtsstunden.
Die Ausbildungszeit an der Fachschule betrug drei Jahre. Ziel war die Ausbildung von künstlerischen Leitern für die Industrie, Mitarbeitern von Entwurfbüros, Ausstellungsgestalter aber auch Kunsthandwerkern. Etwa 120 Studenten waren jeweils an der Schule eingeschrieben.
Vermutlich wegen unliebsamer politischer Äußerungen muss Leretz die Schule bereits 1953 wieder verlassen. Neuer und letzter Direktor der Schule wurde Jochen Dammann. Im selben Jahr verließ auch Andreas Hartwig das Lehrerkollegium. Neben Arno Meng war Heinz Böhl, ein ehemaliger Schüler Deffkes, der prägendste Pädagoge im Bereich Innenraum und Architektur.
Der Bereich Gebrauchsgrafik wurde bis 1953 vom Maler Walter J. Schneider (* 1907) geleitet. Er gab zugleich auch Kunstgeschichte. Karl-Heinz Leue übernahm die Funktion ab 1954 und führte einen systematischen gebrauchsgrafischen Unterricht ein.
Bemerkenswert war die eingerichtete Klasse für Glasveredelung. Sie wurde zunächst von dem aus Böhmen stammenden Walter Bischof geleitet, bis sie 1952 von Walter Gluch (1910–2009) übernommen wurde. Die Klasse befasste sich im Wesentlichen mit der Oberflächengestaltung von Glas, brachte jedoch viele in der DDR tonangebende Glasgestalter wie Eckehard Frey (* 1936), Marga Hamann (* 1930), Oskar Hamann (* 1928), Reginald Richter und Richard O. Wilhelm hervor. Ab 1959 wurde die Klasse vom Werkmeister Kurt Rudiger geführt.
In der von Wilhelm Paulke geleiteten Malklasse wurde, ungewöhnlich für das damalige Umfeld, die freie Kunst besonders betont. Verstärkt wurde die Bestrebung Paulkes etwas Akademie in die Schule zu bringen, durch den gleichfalls an der Schule tätigen Graphiker Felix Bartl (1910–1987). Ab 1959 erhielt Paulke Verstärkung durch seinen ehemaligen Schüler Bruno Groth. Während für öffentliche Ausstellungen im Stil des sozialistischen Realismus gemalt wurde, entstanden sonst vom Expressionismus und Impressionismus beeinflusste Werke.
Die Leitung der Klasse für Fotografie und Reproduktion hatte bis 1949 weiterhin Johann Graf inne, der dann die Leitung an den schon seit 1942 mit ihm arbeitenden Karl Sütterlin übergab. Trotzdem blieb Graf noch bis 1953 an der Schule und widmete sich der Weiterentwicklung des von ihm erfundenen Fettfarbumdrucks. Neben Sütterlin arbeitete dann auch Horst Thorau und ab 1953 auch Berthold Beiler im Bereich Fotografie mit. Das Repertoire der genutzten Techniken wurde um Isohelie, Fotogramm und Livefotografie erweitert.

### Das Ende
Anfang der sechziger Jahre stand die Schule dann jedoch zur Disposition. Von offizieller Seite wurde ein zu geringer Bedarf an künstlerischen Mitarbeitern behauptet. Im Zuge der Durchsetzung sozialistischer Produktionsverhältnisse waren privat betriebene kleine und mittlere Unternehmen seltener geworden. Das Fehlen von Konkurrenz zwischen Unternehmen innerhalb der sozialistischen Planwirtschaft ließ auch Fragen der Gestaltung unbedeutender erscheinen. Auch die besonders vorangetriebene Industrialisierung dünnte mögliche Einsatzgebiete aus. Es ergab sich daher eine alternative Entscheidung zwischen der Fachschule für angewandte Kunst Heiligendamm an der Ostsee und der Magdeburger Schule. Die Tätigkeit des Direktors Dammann in dieser Situation stieß später auf Kritik, da er sich wohl der Schließung nicht widersetzte und auch in der Sache angebotene Hilfe nicht annahm. So wird behauptet, dass letztlich die landschaftlich schönere Lage Heiligendamms und eine Neigung zu Jagd und Ostseeurlaub den Ausschlag für den Erhalt Heiligendamms und für die Schließung der Magdeburger Schule gab. Allerdings war auch die Direktive zur gleichmäßigen Entwicklung des Landes zu berücksichtigen, die ein Argument für den Erhalt des ländlicheren, dezentraleren Standorts geliefert haben dürfte.
1963, nach 170-jährigem Bestehen, wurde die Schule geschlossen. Eine große Masse von noch im Gebäude befindlichen Arbeiten wurde verheizt. Die Bibliothek wurde in das Kulturhistorische Museum Magdeburg verbracht, dort jedoch für einige Tage zunächst unter freiem Himmel gelagert. Die Akten der Schule wurden in einer Baracke des Rats des Bezirks eingelagert und dort wohl später bei einem Brand vernichtet.
Einzig der Klasse für Fotografie und Reproduktion war ein Fortbestehen vergönnt. Sie wurde als Fernstudium Teil der Hochschule für Grafik und Buchkunst Leipzig.

## Heutige Nutzung
Als Forum Gestaltung wird seit 2005 ein Teil der ehemaligen Räumlichkeiten der Schule als Veranstaltungszentrum genutzt, wobei in Zusammenarbeit der Landeshauptstadt Magdeburg, der Hochschule Magdeburg-Stendal (FH) und dem Kunstverein VIERUNG e. V. bewusst an die Tradition der Kunstgewerbe- und Handwerkerschule Magdeburg angeknüpft wird.

## Persönlichkeiten

### Direktoren ab 1887
Die Direktoren der Schule ab 1887, in Klammern die jeweilige Amtszeit, waren:
- Eduard Spieß (1887 bis 1892)
- Adolf Rettelbusch (1892), kommissarisch
- Ferdinand Moser (1892 bis 1897)
- Emil Thormählen (1896 bis 1910)
- Rudolf Bosselt (1911 bis 1924)
- Wilhelm Deffke (1925 bis 1933)
- Peter von der Weien (1933 bis 1935), kommissarisch
- Friedrich Einhoff (1935 bis 1944)
- Wilhelm Deffke (1946 bis 1950)
- Otto Leretz (1950 bis 1953)
- Jochen Dammann (1953 bis 1963)

### Bekannte Lehrer

Delavilla in den fünfziger Jahren

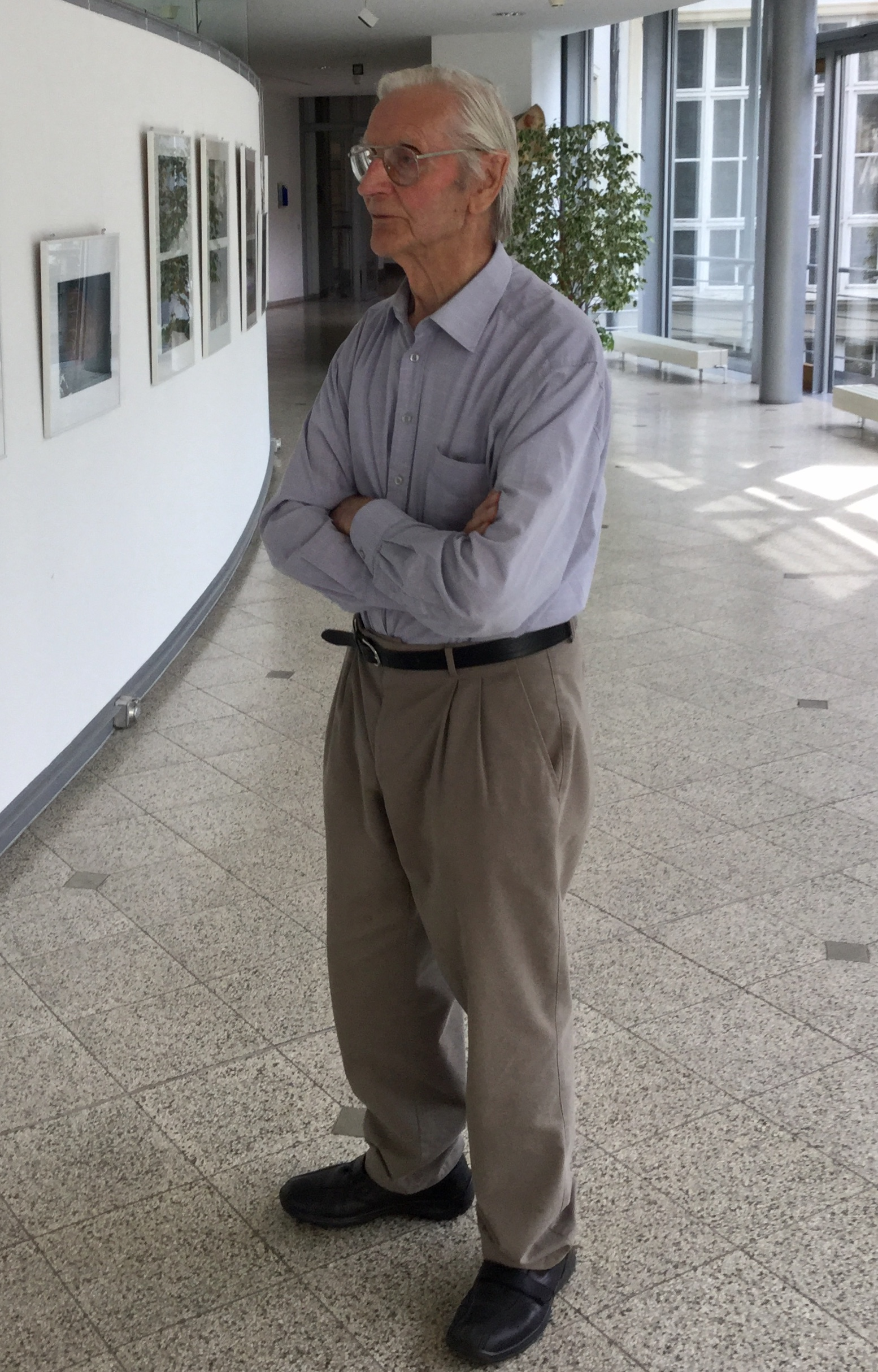
Bruno Groth im Jahr 2017

An der Schule arbeiteten bekannte Lehrer. In einer unvollständigen Auswahl zu nennen, sortiert nach der jeweiligen Tätigkeitszeit, sind:
- Johann Christoph Friedrich Baumgarten, ab 1803
- Adolf Rettelbusch, Maler (1887 bis 1924), von 1892 bis 1924 stellvertretender Rektor
- Albin Müller, (Künstlername: Albinmüller) Architekt (1900 bis 1906), später Darmstadt
- Paul Bürck, Maler und Graphiker, Leiter der Abteilung für Lithografie und Buchdruck (1902 und 1903)
- Richard Winckel, Maler und Grafiker (1903 bis 1932)
- Wilhelm Giese, Maler und Zeichner (1905 bis 1908)
- Alois Kolb, Maler und Graphiker (1905 bis 1907)
- Franz Karl Delavilla, Graphiker und Designer (1908 bis 1909)
- Urban Janke, Graphiker und Designer (1908 bis ?)
- Max Köppen, Maler, Zeichner und Graphiker (1909 bis 1934)
- Franz Fiebiger, Maler (1910 bis ?)
- Kurt Tuch, Maler (1912 bis 1924)
- Johannes Sass, Maler (1919 bis 1921)
- Erich Weinert, Schriftsteller (1919 bis 1920)
- Hermann Eidenbenz, Graphiker (1926 bis 1932)
- Walter Dexel, Maler und Graphiker (1928 bis 1935)
- Julius Klinger, Maler und Graphiker (1929 bis 1931)
- Karl Friedrich, Maler (1932 bis 1933/34)
- Georg Albert Dorschfeldt, Maler (1935 bis etwa 1945)
- Willy Knabe, Grafiklehrer ab 1941
- Hermann Sehrig, Keramiker und Maler (1944 bis 1945 als Leiter der Keramikabteilung und 1948 bis etwa 1950)
- Walter Bischof, Glasgestalter (1948 bis 1953)
- Karl-Heinz Lange, Typograf (1956–1961)
- Bruno Groth, Keramiker und Maler (1959–1963)

### Bekannte Absolventen
Aus der Vielzahl der Absolventen der Schule sind, in der Reihenfolge des Geburtsjahrganges, folgende Personen zu nennen:
- Otto Richter (1872–1927), Kommunalpolitiker, Mitbegründer der Magdeburger Baugenossenschaftsbewegung
- Wilhelm Danz (1873–1948), Maler und Graphiker
- Gustav Bastel (1878–1956), Architekt
- Hans Fehlhaber (1881–1974), Maler und Zeichenlehrer
- Hans Heller (1884–1917), Architekt für Innenraumgestaltung
- Gustav Ammann (1885–1955), schweizerischer Landschaftsarchitekt
- Margarete Knüppelholz-Roeser (1886–1949), Architektin
- Paul Thol (1887–1956), deutscher Maler und Restaurator
- Oswald Pohl (1887–1959), Maler, Graphiker, Bühnenbildner, Kunstgewerbelehrer
- Albert Moritz Rusche (1888–1969), Maler und Zeichner
- Maryan Žurek (1889–1943), Maler und Bildhauer
- Hermann Müller (1890–1970), Steinmetz, NSDAP-Politiker
- Erich Weinert (1890–1953), Schriftsteller
- Katharina Heise (1891–1964), Bildhauerin und Malerin
- Paul Jünemann (1891–1969), Maler, Illustrator und Autor
- Max Schroer (1892–1960), Maler
- Bruno Beye (1895–1976), Maler und Graphiker
- Max Dungert (1896–1945), Maler und Graphiker
- Hans Wissel (1897–1948), Bildhauer
- Johannes Sass (1897–1972), Maler
- Rudolf Hübener (1898–1963), Maler
- Walter Gemm (1898–1973), Maler
- Karl Friedrich (1898–1989), Maler
- Wilhelm Höpfner (1899–1968), Graphiker
- Richard Oelze (1900–1980), Maler
- Curt Wittenbecher (1901–1978), Maler, Zeichner und Graphiker
- Arno Meng (1902–1994), Architekt
- Hermann Bruse (1904–1953), Maler und Graphiker
- Georg Andreas Speck (1904–1978), Maler
- Herbert Stockmann (1913–1947), Maler und Graphiker
- Eberhard Roßdeutscher (1921–1980), Bildhauer
- Gerhard Stauf (1924–1996), Grafiker, Illustrator und Kupferstecher
- Heinz Bormann (1926–1974), Graphiker
- Dario Malkowski (1926–2017), Bildhauer und Keramiker
- Bruno Groth (1926–2018), Keramiker und Maler
- Dieter Naumann (1931–1988), Grafiker, Zeichner, Pressezeichner
- Hans-Heinrich Simon (1931–2010), Politiker
- Reginald Richter (* 1931), Glasgestalter
- Wolfgang Policek (1932–2000), Maler und Graphiker
- Rolf Kuhrt (* 1936), Maler und Graphiker
- Berthold Lindner (* 1937), Werbegrafiker und Formgestalter
- Thomas Billhardt (1937–2025), Fotograf und Publizist
- Gerhard Lahr (1938–2012), Illustrator
- Rolf Händler (1938–2021), Maler
- Nikolaus Bode (* 1938)
- Wilfried Heider (1939–1999), Metallgestalter
- Klaus Hirsch (1941–2018), Maler, Grafiker und Designer
- Ursula Bankroth (* 1941), Malerin und Grafikerin